# Geopolitical Simulator
Geopolitical Simulator (в России игра известна как «Выборы-2008. Геополитический симулятор») — геополитический симулятор, в котором игрок выступает в роли главы государства. В обязанности игрока входит как решение экономических проблем, так и социальных и военных. В режиме одиночной игры можно выбрать свободную игру и развивать страну по собственному желанию или же выбрать готовый сценарий, с определёнными задачами. В режиме многопользовательской игры упор делается на военную стратегию, где всё решают военные действия.

## История создания
Выборы-2008: Геополитический симулятор разработан компанией Eversim, созданной в 2004 году. Игра была выпущена во Франции в начале 2007 года, к выборам французского президента. Игра получила положительные отзывы, а также применялась для моделирования различных ситуаций, в частности обещаний кандидатов в президенты.

## Геймплей

### Общее
В начале игры пользователь должен выбрать государство и персонажа, за которого будет играть. Для каждого государства в игре присущи свои собственные реальные особенности, например, в Северной Корее — тоталитарный режим, в Ираке расположено множество военных баз союзных государств, а в РФ — президент имеет большую поддержку парламента.
Сама игра представляет собой полностью проработанный симулятор современного мира: под управлением игрока оказываются различные отрасли: политика, как внешняя, так и внутренняя, экономика, окружающая среда, армия, наука, культура, религия и другие. Действия игрока затронут не только население страны, за которую он играет: создание военных баз на границах с другими государствами вызовет их волнение, уничтожение гражданских свобод вызовет отрицательную реакцию в мировом сообществе и исключение из различных межгосударственных организаций, таких как ООН или ВТО.

### Режимы игры
В игре представлены 3 режима:
- «Свободная симуляция», когда у игрока не стоит никакой конкретной цели и нет срока игры (только если по конституции выбранной страны не ограничено кол-во сроков президентства). Целью игры становится улучшение благосостояния населения страны и увеличение влияния по всему миру.
- «Сценарий» и «миссии», когда игроку даётся какая-то определённая задача в той или иной отрасли. Такой задачей может стать проведение нужного закона, захват территории или противостояние терроризму. Специально для русской версии игры были разработаны сценарии, затрагивающие советскую проблематику, в частности сложную ситуацию на Кавказе.
- «Схватка» — режим доступен как в одиночной, так и в сетевой игре (до 16 человек). Упор делается на военные операции, протекающие в реальном времени. Основной задачей становится захват вражеских территорий.

### Действия игрока
В зависимости от выбранной страны, президент наделён теми или иными полномочиями. В тоталитарных странах вся власть сосредоточена именно в руках президента, а в демократических для принятия того или иного закона необходимо одобрение парламента. Все выдвигаемые законы влияют на популярность президента, так же как и его действия. Игрок может провести встречи с заметными личностями (как политическими, например, премьер-министром, так и общественными, такими как звёзды спорта или культуры) и обсудить с ними текущие проблемы, попросить поддержать президента или даже подкупить собеседника.
От действий игрока зависит отношение к нему народа. Ведь среди причин завершения игры (экономических — тотальный дефицит бюджета, военных — завоевание страны) есть вариант убийства президента недовольными массами или террористическими группировками.

## Продолжение
В 2011 году выходит игра Geo-political simulator 2, в 2013 - следующая часть Master of the World - Geo-political simulator 3, а в 2016 вышел Power and Revolution - Geopolitical Simulator 4